# RKP Žuta podmornica
Ratna krugovalna postaja Žuta podmornica bila je osječka radijska postaja koja je djelovala 1992., tijekom srpske opsade Osijeka u Domovinskom ratu. Zbog svoje šaljivosti, kojom je podizala moral, postala je simbolom neslomljivosti Osječana i nepokorenosti Osijeka.

## Pozadina
Krajem studenoga 1991. stanje se na osječkom ratištu pogoršalo jer su Srbi nakon osvajanja Vukovara uz pomoć JNA krenuli u konačno osvajanje Osijeka, koji je svaki dan trpio žestoke napade i razaranja. U gradu je, u takvim okolnostima, prema procjenama ostalo tek oko 20.000 ljudi od predratnih 100.000 stanovnika.

## Program
Zbog psihoze uzrokovane teškim stanjem, među pripadnicima 160. brigade Hrvatske vojske javila se zamisao o pokretanju vlastite radijske postaje. U početku se ona čula samo u rovovima gdje je dopirala preko motorola, postavši tako jedinom postajom u Hrvatskoj koja se brinula za moral branitelja. Nakon nabave potrebne opreme, uvečer 8. veljače 1992. na frekvenciji 97,3 MHz, prvi se put čula na radijskim prijemnicima diljem Osijeka i okolice. Uređivali su ju i vodili mladi vojnici, koji su svoje slobodno vrijeme nakon cijelog dana provedenog na bojištu posvećivali svome gradu i svojim sugrađanima: Sokol, Kljun, Klepton, Torpedo i dr. Njen je naziv simboličan jer se podmornica poistovjećuje s podrumima i skloništima, koji su u vrijeme njena djelovanja bili odlika života u Osijeku.
Program je počinjao svake večeri u 20.00 sati riječima „Periskop diži!” i pjesmom Beatlesa Yellow submarine. Do ponoći, do kada je trajao program, slijedili su dnevnik, pozivi slušatelja, javljanja vojnika s bojišta, gostovanja poznatih osoba te pomno odabrani glazbeni brojevi. S obzirom na to da je cijeli program bio prožet aktualnosti, zanimljivosti i osobito šaljivosti, Žuta podmornica omiljela je civilima i vojnicima jer im je podizala moral i razvedravala teške ratne dane.
Odlikovale su je i provokativne poruke upućene prije svega četnicima, do kojih je također dopirao njen program. Najpoznatija takva poruka bila je pjesma Čedo glupane. Provokacije su upućivane i vojno sposobnim muškarcima koji su pobjegli iz grada, umjesto da su ga ostali braniti. Tako su nastali izrazi „pobjegulje”, „Harkanjska brigada” i mnogi drugi.
Još jedna posebnost Žute podmornice bilo je cjelonoćno emitiranje u slučaju granatiranja čime se održavala povezanost građana u skloništima i vanjskog svijeta, jer HTV noću nije emitirao program, a program Radija Osijek završavao je u 19 sati. Žuta podmornica djelovala je nekoliko mjeseci, a prestankom intenzivnih razaranja Osijeka u lipnju 1992. i ona je utihnula.